# Ballyhaunis
Ballyhaunis (irisch Béal Átha hAmhnais) ist eine Landstadt in Irland. Sie liegt im Osten des County Mayo in der Provinz Connacht, an der Kreuzung von N60 und N83. Beim Census 2022 wurde die Einwohnerzahl des Ortes mit 2773 Menschen ermittelt.

## Geschichte

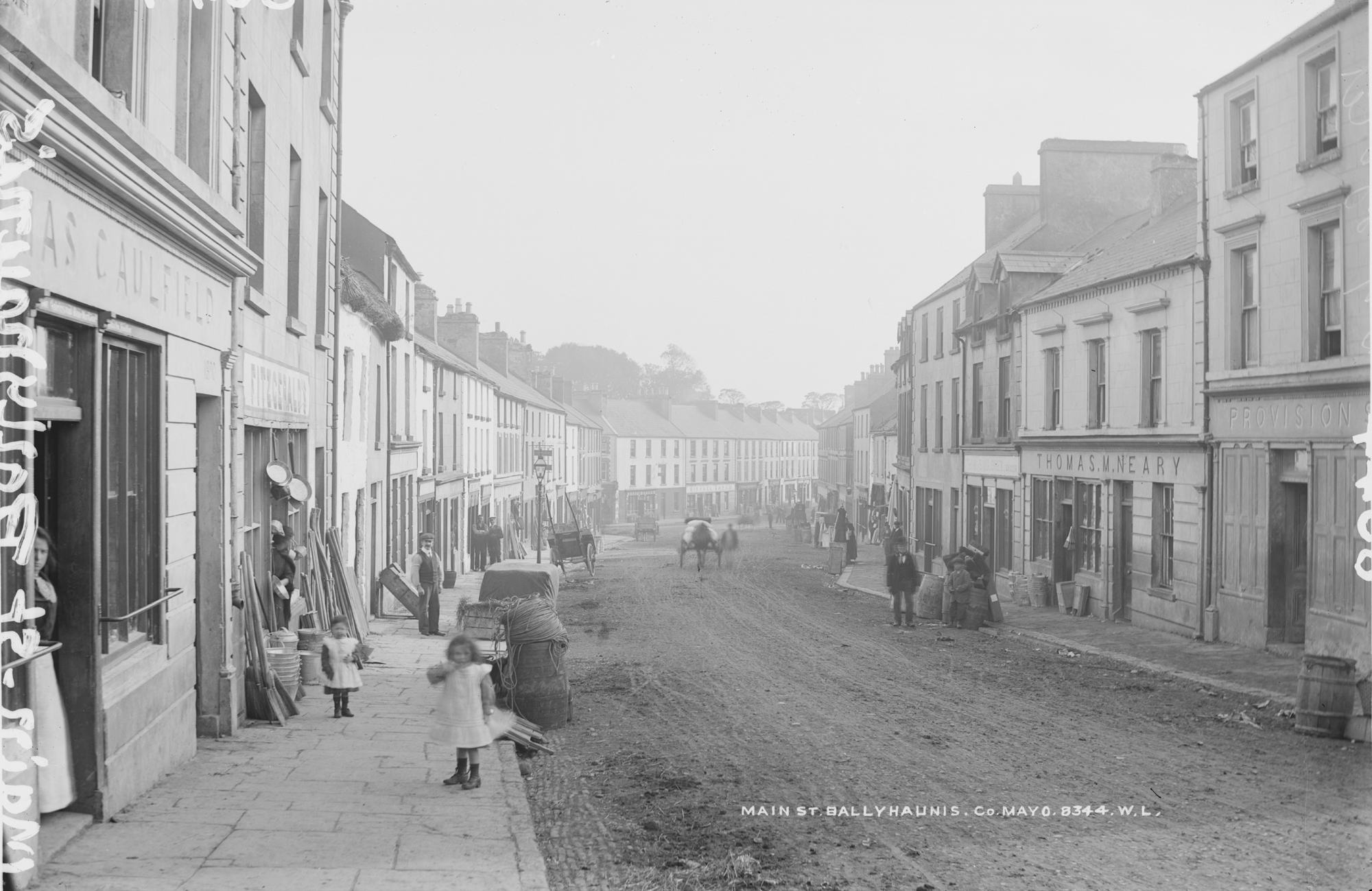
Die Main Street auf einem alten Foto

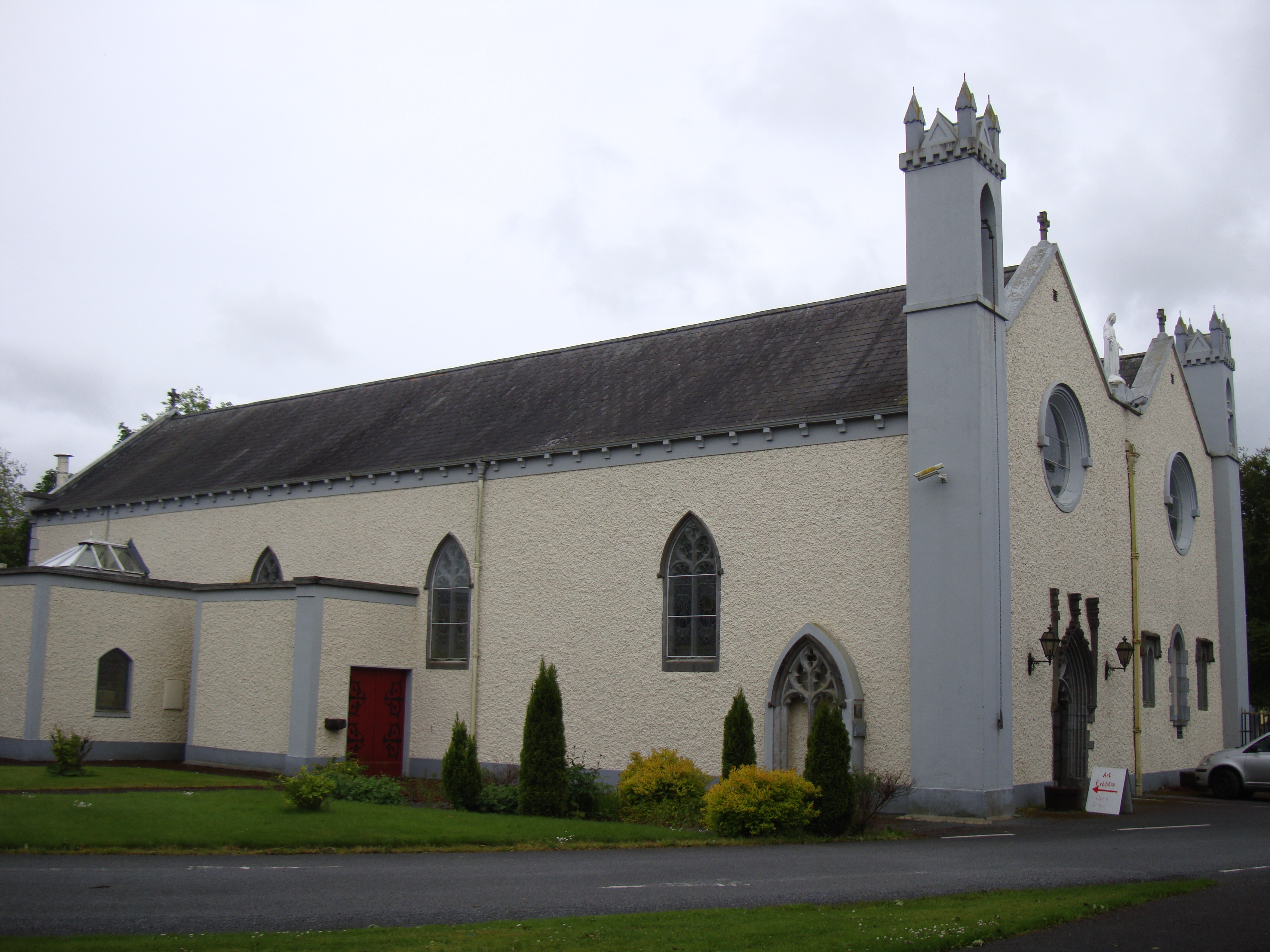
Ballyhaunis Friary

Der Kiltullagh Hill ist ein Kalksteinhügel südöstlich von Ballyhaunis, auf dem eisenzeitliche und frühchristliche Funde gemacht wurden.
Im Jahr 1348 wurde das Kloster St. Mary’s Abbey des Augustinerordens gegründet. In dessen Umgebung entwickelte sich die Stadt, in der der River Clare entspringt.

## Einwohnerentwicklung
Die Bevölkerungsanzahl hat sich in den letzten 30 Jahren nahezu verdoppelt. Dabei wurde ziemlich genau die Hälfte der Einwohner außerhalb der Republik Irland geboren.
| 1996 | 2002 | 2006 | 2011 | 2016 | 2022 |
| ---- | ---- | ---- | ---- | ---- | ---- |
| 1287 | 1381 | 1708 | 2312 | 2366 | 2373 |

## Verkehr
Ballyhaunis liegt an der  Kreuzung der Nationalstraßen N60 (Castlebar–Roscommon) und N83 (Tuam–Ballyhaunis–(Charlestown)). Am 1. Oktober 1861 erhielt die Stadt einen Bahnhof an der Hauptstrecke Dublin–Westport.

## Sehenswürdigkeiten
- St. Mary’s Abbey

## Persönlichkeiten
- Bill Naughton (1910–1992), Autor
- Seán Flanagan (1922–1993), Politiker der Fianna Fáil
- Jim Higgins (* 1945), Politiker